# Stagione degli uragani atlantici del 2024
La stagione degli uragani atlantici del 2024 è stata molto attiva ed estremamente distruttiva, diventando la terza stagione più costosa in termini di danni, dopo quella del 2017 e del 2005 . La stagione ha visto un totale di 18 tempeste, tra cui 11 uragani e 5 uragani di grandi dimensioni; è stata anche la stagione, dal 2019, a presentare il più alto numero di uragani di categoria 5 . Inoltre, la stagione ha registrato il valore di energia ciclonica accumulata (ACE) più alto dal 2020, con un valore di 161,6 unità. La stagione è iniziata con la formazione della prima tempesta il 19 giugno mentre si è conclusa con la dissipazione della tempesta tropicale Sara il 18 Novembre. 
Il primo sistema, la tempesta tropicale Alberto, si è sviluppato a giugno 19. Il giorno dopo Alberto toccò terra nei pressi di Tampico, Tamaulipas . Successivamente, alla fine di giugno, si sono formate due tempeste in rapida successione: la prima, l'uragano Beryl, è stata un raro uragano di grande entità a giugno, il più precoce uragano di categoria 5 nell'Atlantico mai registrato. Poi è arrivata la tempesta tropicale Chris, che si è formata l'ultimo giorno di giugno e ha toccato toccato terra a Veracruz, in Messico . Dopo la dissipazione di Beryl, la formazione di nuove tempeste si è calmata a causa della presenza dello strato d'aria sahariana su gran parte dell'Atlantico. L'attività è ripresa con la formazione dell'uragano Debby il 3 Agosto nel Golfo del Messico, prima di toccare terra in Florida e Carolina del Sud. Poco dopo arrivò l'uragano Ernesto, che a metà agosto colpì le Piccole Antille, Porto Rico e le Bermuda. L'attività si è poi nuovamente fermata tra la fine di Agosto e l'inizio di Settembre quando si è formato l'urgano Francine nella zona occidentale del Golfo del Messico.